# Dromaius
Dromaius Vieillot, 1816 è un genere di uccelli della famiglia Dromaiidae, comprendente gli Emù.

## Tassonomia
Comprende le seguenti specie e sottospecie:
- Dromaius novaehollandiae Latham, 1790
  - Dromaius novaehollandiae novaehollandiae (Latham, 1790)
  - Dromaius novaehollandiae rothschildi Mathews, 1912
  - Dromaius novaehollandiae diemenensis Le Souef, 1907 † - emù della Tasmania
  - Dromaius novaehollandiae minor Spencer, 1906 † - emù dell'isola	King
  - Dromaius novaehollandiae baudinianus Parker, SA, 1984 † - emù dell'isola dei canguri
- Dromaius ocypus  †[2]